# IMAP
Internet Message Access Protocol („интернет протокол за достъп до съобщения“, познат повече като IMAP и наричан в миналото Interactive Mail Access Protocol – „интерактивен протокол за достъп до поща“) е интернет протокол от приложния слой на OSI модела за достъп до електронна поща на отдалечен сървър от локален клиент. IMAP и POP3 (Post Office Protocol версия 3) са двата най-разпространени стандартни протокола за четене на електронна поща. И двата се поддържат на практика от всички съвременни клиенти и сървъри за електронна поща, въпреки че в някои случаи са добавени към специфични за доставчика, обикновено частни, интерфейси. Например, въпреки че между Microsoft Outlook клиентът и Exchange сървъра, както и между Lotus Notes клиента и Domino сървъра, се използват частни протоколи, всички тези продукти поддържат и IMAP и POP3, позволявайки достъп до други сървъри и клиенти. Последната версия на IMAP, IMAP версия 4 ревизия 1 (IMAP4rev1), е дефинирана в RFC 3501.
IMAP е разработен от Марк Криспин през 1986 г. като съвременна алтернатива на широко използвания POP протокол за четене на електронна поща. По принцип и двата протокола позволяват на един клиент за електронна поща да чете съобщенията, съхранени от един сървър за електронна поща. Важни възможности на IMAP, които POP не предоставя, са:
- Поддръжка както на свързан, така и на несвързан режим на действие

Когато се използва POP3, клиентите обикновено се свързват със сървъра за много кратко, само колкото да заредят новите съобщения. С IMAP4 клиентите често са свързани, докато потребителският интерфейс е активен и зареждат съдържанието на съобщенията при поискване. За потребители с много или големи съобщения, начинът на работа на IMAP4 носи много по-бързи времена на отговор.
- Поддръжка на няколко клиента, едновременно свързани с една и съща пощенска кутия

POP3 протоколът предполага, че свързаният клиент е единственият клиент, свързан с пощенската кутия. За разлика от него, протоколът IMAP4 позволява едновременен достъп от много клиенти и осигурява на клиентите механизми за откриване на промени, направени от други, едновременно свързани, клиенти.
- Възможности за достъп до MIME части от съобщенията и частично зареждане

Почти цялата електронна поща в Интернет се предава в MIME формат. MIME позволява на съобщенията да имат дървовидна структура, като листата са от един от многото единични типове съдържание, а възлите от по-висок ред са от един от структурните типове. Протоколът IMAP4 позволява на клиентите да изтеглят отделно произволни отделни MIME части и също да изтеглят части от индивидуалните части или от цялото съобщение. Тези механизми позволяват на клиентите да изтеглят текстовата част на едно съобщение, без да се изтеглят приложените файлове или да извежда поточно съдържание по време на изтеглянето.
- Възможности информацията за състоянието на съобщенията да се запазва на сървъра

Чрез използване на флагове, дефинирани в протокола IMAP4 клиентите могат да следят състоянието на съобщенията, например прочетено ли е съобщението или не, дали му е отговорено и дали е изтрито. Тези флагове се записват на сървъра, така че много клиенти, които четат пощенската кутия по различно време, могат да отчитат промените в състоянието, направени от други клиенти.
- Възможност за достъп до различни пощенски кутии на един и същ сървър

IMAP4 клиентите могат да създават, преименуват и/или изтриват пощенски кутии (обикновено представяни на потребителя като папки) на сървъра и да прехвърлят съобщения между различните пощенски кутии. Поддържането на много пощенски кутии дава възможност на сървърите да предлагат достъп до поделени или публични папки.
- Възможност за търсене на сървъра

IMAP4 осигурява механизъм за запитване към сървъра за търсене на съобщения, отговарящи на различни критерии. Този механизъм избягва необходимостта от зареждане на съобщенията на клиента при търсене.
- Поддържане на добре дефиниран механизъм за разширения

Поради опитът от по-ранни интернет протоколи, IMAP определя явно механизъм, по който да бъде разширяван. Предложени са и се използват широко много разширения на основния протокол.
Независимо дали използват POP3 или IMAP4 за получаване на съобщения, клиентите използват протокола SMTP за изпращане на съобщения. Клиентите за електронна поща често се наричат POP или IMAP клиенти, но и в двата случая се използва и SMTP.
Повечето програми за електронна поща използват и LDAP за справочни услуги.
IMAP често се използва в големи мрежи, каквито са университетските системи за електронна поща. Той позволява на потребителите да получават новите съобщения веднага на своите компютри, тъй като пощата се съхранява в мрежата. С POP3, потребителите трябва или да заредят електронната поща на своя компютър, или да я четат през уеб-интерфейс. И двата начина са по-бавни от IMAP, като новата поща трябва да се зарежда периодично или да се опреснява страницата в уеб-браузъра, за да се видят новите съобщения.
За разлика от много интернет протоколи, IMAP4 има вградени шифрирани механизми за достъп до сметките. Паролите, разбира се, могат да се предават по IMAP4 и нешифрирани. Тъй като механизмът за шифриране трябва да се договори между клиента и сървъра, при някои комбинации клиент-сървър се използват нешифрирани пароли (най-често Windows клиенти с не-Windows сървъри). IMAP4 обменът на данни може да се шифрира и с SSL – или чрез тунелиране на IMAP4 през SSL на порт 993, или чрез подаване на „STARTTLS“ в една вече установена IMAP4 сесия.
IMAP4 работи върху TCP/IP връзка, използвайки мрежовия порт 143.